# Prepona symaithus
Prepona symaithus är en fjärilsart som beskrevs av Hans Fruhstorfer 1916. Prepona symaithus ingår i släktet Prepona och familjen praktfjärilar. Inga underarter finns listade i Catalogue of Life.